# Ивановский район (Амурская область)
Ивановский райо́н —  административно-территориальная единица (район) и упразднённое муниципальное образование (муниципальный район) в Амурской области России.
Административный центр — село Ивановка.
Законом Амурской области от 24.12.2020 № 669-ОЗ в январе 2021 году муниципальный район преобразован в муниципальный округ, в 2021 году муниципальный округ утверждён как административно-территориальная единица в Уставе и Законе об административно-территориальном устройстве, в Реестре временно значится как район.

## География
Район расположен на юго-западе Амурской области. Граничит с Благовещенским, Тамбовским, Октябрьским, Ромненским и Белогорским районами области. Занимает территорию 2643 км². Площадь сельскохозяйственных угодий — 198 886 гектаров, 12 % от областного показателя.

## История
Район образован в 1926 году в составе Амурского округа Дальневосточного края. 30 июля 1930 Амурский округ, как и большинство остальных округов СССР, был упразднён, его районы отошли в прямое подчинение Дальневосточного края. 20 октября 1932 года решением ВЦИК и СНК РСФСР о новом территориальном делении и районировании края район был включён в состав созданной Амурской области.
С 1 января 2006 года в соответствии с Законом Амурской области от 16 февраля 2005 года № 440-ОЗ на территории района образованы 18 муниципальных образований (сельских поселений). 30 июня 2008 года законом Амурской области № 75-ОЗ упразднен Успеновский сельсовет, его территория включена в состав территории Ивановского сельсовета.

## Население
| 1959    | 1970    | 1979    | 1989    | 1990    | 1995    |
| ------- | ------- | ------- | ------- | ------- | ------- |
| 22 122  | ↗27 878 | ↗29 996 | ↗32 488 | ↗33 145 | ↘31 739 |
| 2000    | 2001    | 2002    | 2003    | 2004    | 2008    |
| ↘30 575 | ↘30 000 | ↘29 496 | ↘29 400 | ↘25 600 | ↗30 501 |
| 2009    | 2010    | 2011    | 2012    | 2013    | 2014    |
| ↗30 552 | ↘26 509 | ↘26 397 | ↘25 884 | ↘25 391 | ↘24 743 |
| 2015    | 2016    | 2017    | 2018    | 2019    | 2020    |
| ↘24 402 | ↘24 126 | ↘23 891 | ↗23 912 | ↘23 748 | ↘23 603 |
| 2021    | 2023    |         |         |         |         |
| ↘21 330 | ↘21 126 |         |         |         |         |

## Муниципально-территориальное устройство
В Ивановский район входили 14 муниципальных образований со статусом сельских поселений:
| №  | Сельское поселение              | Административный центр   | Количество населённых пунктов | Население (чел.) | Площадь (км²) |
| -- | ------------------------------- | ------------------------ | ----------------------------- | ---------------- | ------------- |
| 1  | Анновский сельсовет             | село Анновка             | 3                             | ↗851             | 238,50        |
| 2  | Березовский сельсовет           | село Березовка           | 3                             | ↗4460            | 30,22         |
| 3  | Дмитриевский сельсовет          | село Дмитриевка          | 1                             | ↗965             | 92,77         |
| 4  | Ерковецкий сельсовет            | село Ерковцы             | 2                             | ↗965             | 282,99        |
| 5  | Ивановский сельсовет            | село Ивановка            | 5                             | ↗7156            | 341,31        |
| 6  | Константиноградовский сельсовет | село Константиноградовка | 1                             | ↘525             | 143,84        |
| 7  | Николаевский сельсовет          | село Николаевка          | 2                             | ↘447             | 171,25        |
| 8  | Новоалексеевский сельсовет      | село Новоалексеевка      | 2                             | →693             | 230,38        |
| 9  | Новоивановский сельсовет        | село Среднебелое         | 2                             | ↘798             | 73,11         |
| 10 | Правовосточный сельсовет        | село Правовосточное      | 5                             | ↘766             | 100,04        |
| 11 | Приозерный сельсовет            | село Солнечное           | 2                             | ↗495             | 98,35         |
| 12 | Среднебельский сельсовет        | село Среднебелая         | 2                             | ↘4012            | 28,80         |
| 13 | Троицкий сельсовет              | село Троицкое            | 1                             | ↗406             | 132,76        |
| 14 | Черемховский сельсовет          | село Черемхово           | 2                             | ↘1373            | 201,11        |

Законом Амурской области от 6 мая 2014 года № 354-ОЗ были упразднены Петропавловский и Семиозёрский сельсоветы, влитые в Березовский сельсовет.
Законом Амурской области от 7 мая 2015 года № 540-ОЗ был упразднён Андреевский сельсовет, влитый в Правовосточный сельсовет.

### Населённые пункты
В Ивановском районе 33 населённых пункта.
| №  | Населённый пункт    | Тип  | Население | Муниципальное образование (до 2021 года) |
| -- | ------------------- | ---- | --------- | ---------------------------------------- |
| 1  | Андреевка           | село | ↗238      | Правовосточный сельсовет                 |
| 2  | Анновка             | село | ↗597      | Анновский сельсовет                      |
| 3  | Берёзовка           | село | ↘2841     | Березовский сельсовет                    |
| 4  | Богородское         | село | ↘549      | Черемховский сельсовет                   |
| 5  | Богословка          | село | ↗49       | Правовосточный сельсовет                 |
| 6  | Большеозёрка        | село | ↗245      | Анновский сельсовет                      |
| 7  | Вишнёвка            | село | →9        | Анновский сельсовет                      |
| 8  | Вознесеновка        | село | ↗5        | Ивановский сельсовет                     |
| 9  | Дмитриевка          | село | ↗965      | Дмитриевский сельсовет                   |
| 10 | Ерковцы             | село | ↗932      | Ерковецкий сельсовет                     |
| 11 | Ивановка            | село | ↗6516     | Ивановский сельсовет                     |
| 12 | Константиноградовка | село | ↘525      | Константиноградовский сельсовет          |
| 13 | Крещеновка          | село | ↘166      | Ивановский сельсовет                     |
| 14 | Луговое             | село | ↗234      | Ивановский сельсовет                     |
| 15 | Надежденское        | село | ↘83       | Приозерный сельсовет                     |
| 16 | Некрасовка          | село | ↗79       | Правовосточный сельсовет                 |
| 17 | Николаевка          | село | ↘287      | Николаевский сельсовет                   |
| 18 | Новоалексеевка      | село | ↗627      | Новоалексеевский сельсовет               |
| 19 | Новопокровка        | село | →160      | Николаевский сельсовет                   |
| 20 | Петропавловка       | село | ↘731      | Березовский сельсовет                    |
| 21 | Полевое             | село | ↗82       | Новоивановский сельсовет                 |
| 22 | Правовосточное      | село | ↘302      | Правовосточный сельсовет                 |
| 23 | Приозёрное          | село | →184      | Среднебельский сельсовет                 |
| 24 | Ракитное            | село | ↘66       | Новоалексеевский сельсовет               |
| 25 | Садовое             | село | ↗98       | Правовосточный сельсовет                 |
| 26 | Семиозёрка          | село | ↗590      | Березовский сельсовет                    |
| 27 | Солнечное           | село | ↗412      | Приозерный сельсовет                     |
| 28 | Среднебелая         | село | ↘3221     | Среднебельский сельсовет                 |
| 29 | Среднебелое         | село | ↘716      | Новоивановский сельсовет                 |
| 30 | Троицкое            | село | ↗406      | Троицкий сельсовет                       |
| 31 | Успеновка           | село | ↘363      | Ивановский сельсовет                     |
| 32 | Черемхово           | село | ↗824      | Черемховский сельсовет                   |
| 33 | Черкасовка          | село | →33       | Ерковецкий сельсовет                     |

Упразднённые населённые пункты:
- 1980 год — село Высокое.
- 1986 год — село Трудовое.

## Экономика
Ивановский район — благоприятный сельскохозяйственный район Амурской области, ранее являлся одним из основных поставщиков продукции полеводства и животноводства не только в Амурской области, но и на всем Дальнем Востоке.
Основными производителями сельскохозяйственной продукции в районе являются 24 коллективных хозяйства и 133 крестьянско-фермерских хозяйства. Сельхозпредприятия и КФХ специализируются в основном на производстве зерновых культур и сои. Они обрабатывают 126,8 тысячи гектаров пашни. Общая посевная площадь составляет 91 тысячу гектаров, из них под зерновыми культурами находятся 24 тысячи гектаров, 19,3 тысячи гектаров занимают кормовые культуры. Всеми категориями хозяйств в районе производится около 40 тысяч тонн зерна, примерно 35 тысяч тонн сои, 50-60 тысяч тонн картофеля, 8-10 тысяч тонн овощей и 13 тысяч тонн сена.

## Археология
Близ грунтового Троицкого могильника на мысу надпойменной террасы р. Белая обнаружен неолитический памятник осиноозёрской культуры Озеро Табор.